# Paul Masson
Paul Michel Pierre Adrien Masson (Mostaganem, 11 ottobre 1876 – Cannes, 23 dicembre 1944) è stato un pistard francese.
Professionista dal 1897 al 1899, ai Giochi della I Olimpiade del 1896 vinse tre titoli olimpici, nella cronometro, e nei 2 e 10 chilometri.

## Carriera
Partecipò alle gare di ciclismo ai Giochi della I Olimpiade di Atene, vincendo tre medaglie, tutte d'oro, nella cronometro, nei 10 kilometri e nei 2000 metri. Vinse dunque una medaglia d'oro in ogni gara a cui partecipò.
Dopo i Giochi passò al professionismo, adottando lo pseudonimo di Paul Nossam (il suo cognome al contrario). Si classificò terzo ai mondiali di velocità nel 1897 e secondo al Grand Prix de l'UVF (su 1000 metri) sempre nel 1897. Fu secondo anche ai campionati francesi di velocità nel 1897 (Parco dei Principi) su 1,333 km e terzo nel 1899 (Parco dei Principi).

## Palmarès
- 1896

Giochi olimpici, Cronometro (Atene)
Giochi olimpici, 10 kilometri (Atene)
Giochi olimpici, 2000 metri (Atene)

## Piazzamenti

### Competizioni mondiali
- Campionati del mondo

Glasgow 1897 - Velocità: 3º
- Giochi olimpici

Atene 1896 - Cronometro: vincitore
Atene 1896 - 10 kilometri: vincitore
Atene 1896 - 2000 metri: vincitore